# Mistrovství Gottwaldovského kraje 1949
Mistrovství (I. třída) Gottwaldovského kraje 1949 bylo jednou ze skupin 3. nejvyšší fotbalové soutěže v Československu. O titul přeborníka Gottwaldovského kraje soutěžilo 14 týmů každý s každým dvoukolově na jaře a na podzim 1949. Tento ročník začal v neděli 27. března 1949 a skončil v neděli 13. listopadu téhož roku. Jednalo se o 1. z 11 ročníků soutěže (1949–1959/60).
Po sezoně došlo k další z poúnorových reorganizací. Do Oblastní soutěže, která byla v ročnících 1948 (jako Zemská soutěž) a 1949 druhou nejvyšší soutěží v Československu a od sezony 1950 se stala třetí úrovní (viz II. liga – Celostátní československé mistrovství II 1950), postoupilo vítězné mužstvo VSJ Slovácká Uherské Hradiště. Mistrovství Gottwaldovského kraje bylo od ročníku 1950 jednou ze skupin čtvrté nejvyšší soutěže (viz III. liga – Oblastní soutěž 1950). Posledních pět mužstev sestoupilo do příslušných skupin II. třídy Gottwaldovského kraje (od ročníku 1950 jedna ze skupin páté nejvyšší soutěže a druhá nejvyšší soutěž Gottwaldovského kraje).

## Konečná tabulka
| Poř. | Tým                               | Z  | V  | R | P  | VG  | OG | B  |
| ---- | --------------------------------- | -- | -- | - | -- | --- | -- | -- |
| 1.   | VSJ Uherské Hradiště              | 26 | 18 | 4 | 4  | 113 | 48 | 40 |
| 2.   | JTO Sokol Malenovice              | 26 | 15 | 3 | 8  | 78  | 52 | 33 |
| 3.   | JTO Sokol Jarošov                 | 26 | 12 | 6 | 8  | 64  | 56 | 30 |
| 4.   | JTO Sokol Viktoria Kvítkovice     | 26 | 13 | 4 | 9  | 72  | 78 | 30 |
| 5.   | VSJ Valašské Meziříčí             | 26 | 13 | 3 | 10 | 81  | 55 | 29 |
| 6.   | ZSJ Dyas Uherský Ostroh           | 26 | 12 | 4 | 10 | 60  | 45 | 28 |
| 7.   | ZSJ Chemik Staré Město            | 26 | 12 | 2 | 12 | 47  | 68 | 26 |
| 8.   | ZSJ Doly Ratíškovice              | 26 | 12 | 1 | 13 | 67  | 87 | 25 |
| 9.   | ZSJ HAK Hodonín                   | 26 | 9  | 5 | 12 | 81  | 80 | 23 |
| 10.  | JTO Sokol Spytihněv               | 26 | 10 | 3 | 13 | 64  | 73 | 23 |
| 11.  | JTO Sokol Tlumačov                | 26 | 10 | 3 | 13 | 62  | 72 | 23 |
| 12.  | JTO Sokol Hanácká Slavia Kroměříž | 26 | 10 | 3 | 13 | 48  | 59 | 23 |
| 13.  | JTO Sokol Valašské Meziříčí       | 26 | 7  | 2 | 17 | 57  | 86 | 16 |
| 14.  | ZSJ Pilana Hulín                  | 26 | 7  | 1 | 18 | 50  | 85 | 15 |

Poznámky:
- Z = Odehrané zápasy; V = Vítězství; R = Remízy; P = Prohry; VG = Vstřelené góly; OG = Obdržené góly; B = Body

Zkratky:
- HAK = Hönig a Kudrna; JTO = Jednotná tělovýchovná organisace; VSJ = Vojenská sokolská jednota; ZSJ = Závodní sokolská jednota

|  | Postup do Oblastní soutěže 1950 – sk. C (III. liga)                |
|  | Sestup do příslušné II. třídy Gottwaldovského kraje 1950 (V. liga) |